# Pedro Pierluisi
Pedro Rafael Pierluisi Urrutia, né le 26 avril 1959 à San Juan, est un avocat, lobbyiste et homme politique portoricain. Membre du Nouveau Parti progressiste, il est gouverneur de Porto Rico du 2 au 7 août 2019, après la démission de Ricardo Rosselló, mais sa désignation est déclarée inconstitutionnelle par la Cour suprême de Porto Rico.
Lors des élections générales de 2020, il est élu gouverneur avec une légère avance sur son principal adversaire Carlos Delgado Altieri (en). Il exerce ses fonctions entre le 2 janvier 2021 et le 2 janvier 2025.

## Biographie

### Avocat et homme politique
Pedro Pierluisi est avocat à Washington de 1984 à 1990, puis à Porto Rico de 1990 à 1993.
Dans les années 1990, Pierluisi entre en politique et devient membre du Nouveau Parti progressiste. En 1993, il est nommé au poste de secrétaire à la justice par le gouverneur Pedro Rosselló et unanimement confirmé par l'Assemblée législative.

### Commissaire-résident
Le 18 mai 2007, Pierluisi annonce sa candidature au poste de commissaire résident, délégué de Porto Rico au Congrès des États-Unis, aux élections de novembre 2008. Il participe alors à la campagne de Luis Fortuño, candidat du NPP au poste de gouverneur.
Le 4 novembre 2008, il est élu avec plus de 53 % des voix. Il prête serment le 6 janvier 2009 devant la présidente de la Chambre des représentants, Nancy Pelosi. Lors des élections générales de 2012, il est réélu pour un deuxième mandat de quatre ans.

### Gouverneur de Porto Rico
Lors des élections de novembre 2016, Pierluisi, qui achève son mandat de commissaire résident, soutient la candidature de Ricardo Rosselló au poste de gouverneur.
Le 13 juillet 2019, le Centre de journalisme d'investigation révèle 900 pages de conversation entre Rosselló et de hauts responsables locaux sur la messagerie Telegram, dans lesquels ils tiennent des propos sexistes et homophobes envers des dirigeants de l'opposition, des journalistes et des personnalités publiques. Cette affaire, surnommée Telegramgate, déclenche de très importantes manifestations réclamant sa démission. Le chanteur Ricky Martin, homosexuel et visé personnellement par les moqueries, devient le porte-parole du mouvement, aux côtés des rappeurs Bad Bunny (qui interrompt sa tournée en Europe pour participer au mouvement) et René Perez (Residente dans le duo Calle 13).
Devant l'ampleur de la contestation, Rosselló annonce le 21 juillet qu'il ne briguera pas un nouveau mandat en 2020. Le lendemain, des mandats de perquisitions sont émis contre lui et 11 autres membres de la conversation Telegram pour que les enquêteurs puissent avoir accès à leurs téléphones portables. Le 23 juillet, une manifestation réunit au moins 500 000 personnes, sur une population totale de l'île de 3,2 millions d'habitants, et bloque la principale artère de la capitale San Juan. Certains membres du gouvernement, impliqués dans l'affaire, renoncent à leurs fonctions comme le secrétaire d'État, Luis Rivera Marín (en). Le gouverneur, dans la tourmente, annonce sa démission le 25 juillet et nomme Pierluisi, secrétaire d'État par intérim le 31 juillet. La nomination de ce dernier est confirmée par un vote de la Chambre des représentants de Porto Rico mais non par le Sénat.
Le 2 août suivant, Pierluisi, en tant que secrétaire d'État, succède à Rosselló au poste de gouverneur et à la tête du Nouveau Parti progressiste. Cependant, son mandat est de courte durée puisque, sur une plainte du Sénat, qui aurait dû approuver sa nomination comme secrétaire d'État, la Cour suprême de Porto Rico juge que sa désignation à cette fonction est anticonstitutionnelle. En conséquence, Pierluisi est déchu du poste de gouverneur le 7 août. Wanda Vázquez, secrétaire à la justice et suivante dans l'ordre de succession, le remplace.
En septembre 2019, Pedro Pierluisi se déclare candidat à l'élection gouvernorale de 2020.
À l'issue de l'élection primaire du 16 août 2020, il l'emporte sur Wanda Vázquez et est donc désigné candidat du NPP à l'élection du 3 novembre suivant. Lors du scrutin, il l'emporte sur Carlos Delgado Altieri du Parti populaire démocrate avec 32,93 % des suffrages contre 31,56 %.
Le 2 janvier 2021, Pierluisi prête serment lors d'une cérémonie privée devant la juge en chef de la Cour suprême, Maite Oronoz Rodríguez. Elle est suivie d'une cérémonie publique controversée devant le Capitole de Porto Rico, où Pierluisi réitère publiquement son serment devant 400 invités pendant la pandémie de Covid-19, avant de prononcer son discours d'investiture.
En février 2021, Pedro Pierluisi déclare que le Congrès était « moralement obligé » de répondre au référendum de l'année précédente[réf. nécessaire].
Le 15 mars 2021, il annonce que l'état d'urgence lié au transport maritime reliant l'île principale à Vieques et Culebra resterait en vigueur jusqu'en 2022 lorsque le système de transport par ferry serait privatisé. Après les protestations de groupes d'habitants contre le service de ferry défaillant, qui a conduit à des affrontements entre la police et les manifestants, Pedro Pierluisi répond qu'il soutient les actions des Forces unies d'action rapide (FURA), la branche locale des forces de sécurité impliquées dans la répression des manifestations.
Le 20 mars 2022, lors de l'assemblée générale du Nouveau parti progressiste, Pedro Pierluisi annonce qu'il briguera un second mandat. Dans une interview le 28 août 2022, il confirme à la presse qu'il se présentera à nouveau.
En février 2023, Pedro Pierluisi plaide devant le Sénat de Washington DC pour que les États-Unis approuvent le projet de loi qui prévoit une consultation électorale à Porto Rico entre les options de statut d'État américain, d'indépendance ou d'indépendance avec association libre avec les États-Unis.
Pedro Pierluisi perd l'élection primaire au sein du NPP le 2 juin 2024 face à Jenniffer González, concédant la candidature de celle-ci au poste de gouverneur après que le résultat préliminaire a été certifié par la Commission électorale.
En juillet 2024, Pedro Pierluisi convoque un référendum d'autodétermination dans lequel, pour la première fois, le maintien du statut actuel de Commonwealth de Porto Rico ne figure pas comme option.

### Vie privée
Pierluisi est marié à María Elena Carrión, une gestionnaire d’investissements. Il a également eu, d'un précédent mariage trois fils, Anthony, Michael et Rafael, et une fille, Jacqueline. Michael Pierluisi a été secrétaire à la consommation de Porto Rico jusqu'en juin 2019[réf. nécessaire].